# I'm Tee, Me Too
I'm Tee, Me Too (tiếng Thái: I'm Tee, Me Too – คนละทีเดียวกัน; RTGS: I'm Tee, Me Too – Khon La Tee Jao Kan) là một bộ phim truyền hình Thái Lan phát sóng năm 2020 với sự tham gia của Atthaphan Phunsawat (Gun), Perawat Sangpotirat (Krist), Prachaya Ruangroj (Singto), Tawan Vihokratana (Tay), Jumpol Adulkitt (Off) và Thitipoom Techaapaikhun (New). Bộ phim kể về một sinh viên đại học vừa mất mẹ, anh đã cho 5 người khác thuê nhà, họ đều có tên giống anh nhưng tính cách lại hoàn toàn khác nhau.
Bộ phim được đạo diễn bởi Nuttapong Mongkolsawas và được sản xuất bởi GMMTV. Đây là một trong hai bộ phim truyền hình được GMMTV ra mắt cùng với AIS Play vào ngày 8 tháng 7 năm 2020. Bộ phim được phát sóng trên GMM 25 và AIS Play vào 21:30 (ICT), Thứ sáu hàng tuần bắt đầu từ ngày 18 tháng 9 năm 2020. Bộ phim kết thúc vào ngày 6 tháng 11 năm 2020.

## Nội dung
Sau khi mẹ qua đời, sinh viên đại học Watee (Perawat Sangpotirat) bị siết nhà và anh phải tìm cách giữ lấy nó. Sau đó, anh quyết định cho thuê một số phòng và sống với 5 người đều có "Tee" trong tên của mình. Cụ thể là T-rex (Atthaphan Phunsawat), Maitee (Prachaya Ruangroj), Teedo (Tawan Vihokratana), Metee (Jumpol Adulkittiporn) và Teedet (Thitipoom Techaapaikhun). Sau đó, họ phải tìm cách thích nghi với việc sống chung nhà và những tính cách khác nhau của họ.

## Diễn viên
Dưới đây là dàn diễn viên của bộ phim:

### Diễn viên chính
- Atthaphan Phunsawat (Gun) vai T-rex Reuangritthiroj

Sinh viên năm hai khoa Tâm lý học, một trong năm người thuê nhà của Watee và là người kể chuyện của bộ phim. Cậu đến nhà Watee để sống vì sợ ở một mình và tò mò muốn biết tại sao mình và Watee lại trùng tên nhau. Sau đó cậu phát hiện ra rằng Watee là anh em cùng cha khác mẹ với mình.
- Peraw Sangpotirat (Krist) vai Watee Reuangritthiroj

Sinh viên năm ba khoa Kiến trúc sở hữu một căn nhà gần trường đại học. Anh sống một mình ở căn nhà này kể từ khi mẹ anh qua đời và là người dè chừng mọi thứ. Khi nhận được thông báo rằng căn nhà sắp bị ngân hàng siết do mẹ của anh thế chấp chưa thanh toán, anh đã quyết định cho thuê một số phòng. Sau đó, anh sống với 5 người khác đều có tên "Tee". Sau đó anh phát hiện ra rằng T-Rex là anh em cùng cha khác mẹ với mình.
- Prachaya Ruangroj (Singto) vai Maitee

Sinh viên năm tư khoa Khoa học Thực phẩm và là anh cả trong căn nhà. Anh thích nấu ăn và hay đọc sách. Anh có nỗi sợ quái lạ là sợ tin tốt. Sau đó anh được biết là bạn hồi nhỏ của Watee
- Tawan Vihokratana (Tay) vai Teedo

Sinh viên năm ba khoa Âm nhạc và là một trong năm người thuê nhà của Watee. Anh rất ghét tiếng nhai. Anh không thể nghe nổi những tiếng nhai hay thậm chí một vài âm thanh khác đến nỗi anh phải đeo tai nghe khi dùng bữa.
- Jumpol Adulkittiporn (Off) vai Metee

Sinh viên năm ba khoa Nghệ thuật truyền thông và là một trong năm người thuê nhà của Watee. Anh là một biên kịch giàu trí tưởng tượng đến mức sợ ma.
- Thitipoom Techaapaikhun (New) vai Teedet

Sinh viên năm ba khoa Lâm nghiệp và là một trong năm người thuê nhà của Watee. Anh là người hay nói thẳng và nói chuyện không lọt tai. Anh hay tập thể dục và chăm sóc các cây cảnh trong nhà. Anh sợ phụ nữ đẹp đến mức bất tỉnh nếu nhìn thấy.

### Diễn viên phụ
- Lapisara Intarasut (Apple) vai Soundlab

Bạn gái mới của Teedo sau khi anh chia tay với Ink.
- Rachanun Mahawan (Film) vai Looksorn Thanyawan

Bạn học của T-Rex, được T-Rex mời tới để chữa bệnh sợ phụ nữ đẹp của Teedet, sau này nảy sinh tình cảm với Teedet.
- Narumon Phongsupan (Koy) vai Ple

Mẹ của Maitee
- Angsana Buranon (Muay) vai Ploy/Pim

Là chị em sinh đôi của nhau. Ploy là người mẹ quá cố của Watee, cô là vợ của Watin và đã tự mình nuôi Watee sau khi Watin mất đi ký ức và bắt đầu một cuộc sống mới. Pim là dì của Watee, cô đã bị Maetee hiểu nhầm là hồn ma của Ploy khi cô đến nhà mà không báo trước.
- Khunakorn Kirdpan vai Watin Reuangritthiroj

Bố của T-Rex. Tin sau đó được biết là bố của Watee và là chồng của Ploy. Ông mất ký ức về Ploy sau một vụ tai nạn ô tô và bắt đầu một cuộc sống mới bên người vợ thứ hai (mẹ của T-Rex). Ông đã đặt tên cho đứa con thứ hai của mình T-Rex bằng tên của Watee, dẫn đến việc T-Rex và Watee bị trùng tên với nhau.
- Sumontha Suanpholaat (Jum) vai mẹ của Maetee

### Khách mời
- Chanya McClory (Nink) vai Ink (Tập 1)

Bạn gái cũ của Teedo và Maitee.
- Thanaset Suriyapornchaikul (Euro) vai Teedet (trẻ) (Tập 5)
- Parassara Dejkraisak (Frappe) vai Cherry (Tập 5)

Người mà Teedet thích hồi nhỏ và là nguyên nhân gây ra chứng sợ phụ nữ đẹp của anh.
- Thanyanan Pipatchaisiri (Natty) vai Euang (Tập 3)
- Nattawat Finkler (Patrick) vai T-Bone (Tập 8)
- Nipawan Taveepornsawan (Kai) vai mẹ của T-Rex (Tập 7, 8)

## Nhạc phim
Ca khúc chủ đề của bộ phim là เล็ก ๆ บ่อย ๆ (Lek Lek Boi Boi) bởi Gungun.
Dưới đây là danh sách các bài hát xuất hiện trong bộ phim. Các số trong ngoặc đơn là tập mà bài hát xuất hiện.
| Tên bài hát                                             | Thể hiện              | Album                                            | Xuất hiện trong cảnh |
| ------------------------------------------------------- | --------------------- | ------------------------------------------------ | --- |
| "A Christmas Dance"                                     | Arthur Benson         | Christmas Crawlin'                               | T-Rex chụp ảnh xung quanh nhà (1-1) |
| "Clouds Inside"                                         | Lalo Brickman         | Thy Brother                                      | Watee được tiết lộ là đã mất mẹ (1-1) |
| "Lighthouses"                                           | Lalo Brickman         | Thy Brother                                      | Watee phải cố gắng kiếm tiền để giữ lại ngôi nhà (1-1) |
| "Liberate"                                              | Peter Sandberg        | Bark Boats                                       | Watee quyết định cho thuê ngôi nhà (1-1) |
| "Practically Implausible"                               | Fabien Tell           | Spaces Between                                   | Watee cho thuê ngôi nhà (1-1) |
| "Lasers and Stuff"                                      | Tigerblood Jewel      | Torpedo                                          | Đoạn giới thiệu về Watee (1-1) |
| "Who Took My Cookie"                                    | T. Morri              | Comeuppance                                      | - Đoạn giới thiệu về Teeded (1-1) - Ink hỏi Watee về người tên "Tee" (1-3) |
| "Suite for Cello Solo No. 1 in G, BWV 1007: I. Prélude" | Pierre Fournier       | J.S. Bach: Integrale des Suites pour Violoncelle | Đoạn nhạc Teedo đang chơi khi anh được giới thiệu (1-1) |
| "Daily Grinder"                                         | Addie Horner          | Take the Funk                                    | - Maitee cảm thấy tin tốt của T-Rex không phải là tin tốt (1-1) - Teeded cho rằng anh nghĩ Maetee hẳn phải là một tên cặn bã (1-2) - Phản ứng của mọi người khi nghe lí do Teedo tránh mặt Ink (1-3) |
| "Where No One Will Go"                                  | Moss Harman           | Out the Window                                   | Maetee nói rõ rằng anh ấy không hoàn toàn "sợ" ma (1-2) |
| "Don't Walk Alone"                                      | Trailer Worx          | Puzzles and Pieces                               | Maetee tưởng tượng rằng có một con ma đang bị nhốt ở trong tủ (1-2) |
| "Awake"                                                 | Megan Wofford         | Awake                                            | T-Rex thấy Watee nói chuyện với một bức ảnh rằng anh ấy chỉ cho những người ở trọ thuê nhà trong 6 tháng (1-2)                                                                                       |
| "Easily Served"                                         | Gerhard Feng          | Soul Glue                                        | Maitee đọc ra 10 quy định mà Watee đã nháp (1-2) |
| "Comes Around"                                          | OTE                   | Out of the Blue                                  | Watee đưa ra quy định cuối cùng: anh ấy có thể đuổi những người ở trọ bất cứ khi nào (1-2) |
| "Trapped Outside"                                       | Moss Harman           | Out the Window                                   | - Watee không cho Ink vào nhà (1-3) - Teeded ngất khi Ink đuổi theo cậu (1-3) - Người này đến người khác nhận thấy có điều đáng ngờ trong phòng của Watee (5-2)                                      |
| "Danish Pastry"                                         | Martin Klem           | Once in a Decade                                 | Ink chạm vào Teeded (1-3) |
| "Paint by Imagination"                                  | Stationary Sign       | Paint by Imagination                             | Ink giải thích mối quan hệ với Teeso (1-3) |
| "The Longest Road"                                      | Lalo Brickman         | Thy Brother                                      | Teedo giải thích vì sao anh lại tránh mặt Ink (1-3) |
| "I Can Still Dance"                                     | Tigerblood Jewel      | Torpedo                                          | Mọi người nhận ra rằng chú chó của Teedo sẽ là thành viên mới trong ngôi nhà của họ (1-3) |
| "Run for the Man"                                       | John Utah             | A Friend with a Broken House                     | Watee nói lên sự khó chịu của anh ấy khi có người lạ trong nhà (2-1) |
| "Uninvied Guests"                                       | Étienne Roussel       | A Sabotage                                       | Maitee và T-Rex trêu chọc chứng sợ phụ nữ của Teeded (2-1) |
| "Trapped in a Maze"                                     | Philip Ayers          | Sentries                                         | Tiếng nhai của Teeded làm phiền Teedo nhưng anh không dừng lại (2-1) |
| "Zone"                                                  | Jay Varton            | Harbinger                                        | Phản ứng của Watee khi biết rằng chậu cây mà anh trồng với mẹ đã vỡ (2-1) |
| "We Have to Go Back There"                              | Christian Andersen    | Detained                                         | Teedo tiết lộ ngày sinh nhật của anh (2-1) |
| "Getting Nowhere"                                       | Ameryh                | Getting Nowhere                                  | Watee thắc mắc về việc Maetee cầu nguyện đến 3 giờ sáng (4-1) |
| "Suspended"                                             | Farrell Wooten        | The Den of Lions                                 | Maetee bị bắt vào phòng để tìm một chiếc ô màu đen (4-1) |
| "You Love Drama"                                        | Mindme feat. Emmi     | You Love Drama                                   | Maetee bật đèn để giảm thiểu việc tưởng tượng mọi thứ quá mức (4-2) |
| "Destination Unknown"                                   | EXPERIA               | Mind Tricks                                      | - Maetee phát hiện ra rằng mình đang ở một mình trong ngôi nhà có người chết vào 50 ngày trước (4-2) - Maetee thấy dì Pim lần đầu (4-2)                                                              |
| "Midstream"                                             | Heath Cantu           | Quietus                                          | Mẹ của Maetee rời đi sau khi Maetee yêu cầu bà không được đến nữa (4-3) |
| "April in Detroit"                                      | David Celeste         | My Dear Fellow                                   | Watee nói rằng anh ghen tị với Maetee vì cậu vẫn có mẹ để mắng mỏ (4-3) |
| "Cold War Games"                                        | Gabriel Lewis         | Rise of the Velcro                               | Maetee kêu mẹ nên về vì sợ rằng Watee sẽ phát hiện ra (4-3) |
| "A King's Land"                                         | Mike Franklyn         | Climb and Scramble                               | - T-Rex thưởng thức một bữa sáng ngon (5-1) - Mọi người cùng nhau gặng hỏi về ngày đi chơi của Teeded với Sorn (5-3)                                                                                 |
| "You Do It Just for Fun"                                | Colbae                | You Do It Just for Fun                           | Maetee vượt qua nỗi sợ ma (5-1) |
| "Charmed Encounter"                                     | Arthur Benson         | The Science Labs                                 | - Teeded tự hỏi làm sao để xác định một cô gái đẹp (5-1) - Teeded kiểm tra biểu hiện của mình khi gặp Sorn ở chợ cây (5-2)                                                                           |
| "Grifting in Vegas"                                     | Kit and the Calltones | Ancestors of Mr Brown                            | Một nữ sinh xinh đẹp khác bước qua Teeded trong lớp học (5-1) |
| "Pas De Basque"                                         | Million Eyes          | Rucksack                                         | Teeded đề nghị hẹn hò thử một ngày với Cherry (5-1) |
| "เธอสวย"                                                | Double U              | Endless Love                                     | Ngày hẹn hò của Teeded và Cherry (5-1) |
| "The Promising"                                         | Howard Harper-Barnes  | By Virtue                                        | Teeded và Cherry chúc nhau vào cuối ngày hẹn hò (5-1) |
| "Organized Chaos"                                       | Arthur Benson         | The Tail                                         | Teeded kiểm tra xem ai là người hỏi giúp về cái cây (5-2) |
| "Barefoot"                                              | Slowfly               | Barefoot                                         | Teeded đề nghị giúp Sorn mua phân bón (5-2) |
| "Belvedere Castle"                                      | Million Eyes          | Rucksack                                         | Sorn nhận Zanzibar Gem từ Teeded (5-2) |
| "Tip"                                                   | Million Eyes          | Rucksack                                         | Teeded và Sorn chat với nhau (5-2) |
| "Unforgettable"                                         | Million Eyes          | Rucksack                                         | - Teeded nhận ra Sorn đã thay ảnh đại diện thành màu đen (5-3) - Sorn đến thăm Teeded khi cô ấy biết anh bị ốm (5-3)                                                                                 |

## Các tập phát sóng
| TT. | Tiêu đề | Ngày phát sóng gốc   |
| --- | ------- | -------------------- |
| 1 | "Tập 1" | 18 tháng 9 năm 2020  |
| Khi bị biết rằng ngân hàng sẽ siết căn nhà do những khoản thế chấp chưa thanh toán của người mẹ quá cố, Watee, hay còn gọi là Tee, quyết định kiếm tiền bằng cách cho T-Rex, Maitee, Teedo, Maetee và Teedet thuê phòng—5 nam sinh đại học đều có biệt danh là "Tee". Sau khi Watee vừa đưa ra các quy định của ngôi nhà, Teedo lại vi phạm nó khi bạn gái cũ của anh đến để tìm anh. |         |                      |
| 2 | "Tập 2" | 25 tháng 9 năm 2020  |
| Ngày sinh nhật của Teedo suýt nữa trở thành ngày mà tất cả mọi người bị đuổi khỏi nhà của Watee khi anh vô tình làm hỏng một trong những kỷ vật có giá trị nhất mà Watee có với người mẹ quá cố của mình. T-Rex tiết lộ với mọ người rằng anh có cùng tên và họ với Watee. T-Rex và Maetee cùng nhau giúp Teedet vượt qua hội chứng sợ phụ nữ đẹp của anh.                            |         |                      |
| 3 | "Tập 3" | 2 tháng 10 năm 2020  |
| Teedo đã có bạn gái mới, nhưng việc anh không ưa tiếng nhai đã làm anh băn khoăn không biết nên mời cô ấy đi hẹn hò không. Trong tầm kiểm soát của Watee, những người còn lại hợp sức giúp Teedo giữ gìn mối quan hệ này bất chấp nhược điểm của anh. |         |                      |
| 4 | "Tập 4" | 9 tháng 10 năm 2020  |
| T-Rex, Maitee, Teedo và Teedet cùng nhau giúp Maetee vượt qua nỗi sợ ma. Một ngày, Maetee phải ở nhà một mình và anh đã gặp phải thứ mà anh sợ phải nhìn thấy nhất trong ngôi nhà này. |         |                      |
| 5 | "Tập 5" | 16 tháng 10 năm 2020 |
| Maetee quyết tâm thoát khỏi nỗi sợ ma của mình và hàn gắn lại mối quan hệ với mẹ anh, người đang cảm thấy có lỗi vì là nguyên nhân dẫn đến chứng sợ ma của con trai. Teedet giúp người anh từng thích lấy lại lòng tự trọng đã mất của cô. Sau đó, anh phải lòng cô, người mà anh đã nói thẳng rằng không xinh nhưng điều anh yêu là con người bên trong cô.                          |         |                      |
| 6 | "Tập 6" | 23 tháng 10 năm 2020 |
| Nỗi sợ tin tốt của Maitee ngày càng trở nên trầm trọng hơn khi tính mạng của người mẹ đang nằm viện của anh bị đe doạ. Watee nhớ về những kỷ niệm thời thơ ấu với Maitee, trong khi đó những người còn lại đã tạo ra một không khí thoải mái mà anh cần. |         |                      |
| 7 | "Tập 7" | 30 tháng 10 năm 2020 |
| T-Rex tiết lộ lý do tại sao tên của anh lại trùng với Watee và khuyên Watee nên chấp nhận quá khứ. Với cảm xúc lẫn lộn, Watee đã đuổi tất cả mọi người ra khỏi nhà và chật vật kiếm tiền trả nợ ngân hàng và hoàn tiền trọ cho mọi người. |         |                      |
| 8 | "Tập 8" | 6 tháng 11 năm 2020  |
| Watee cuối cùng cũng hoà giải với bố, T-Rex và những người ở trọ khác. Anh cùng với 5 người ở trọ cùng kỉ niệm tình bạn mà họ đã xây dựng kể từ khi thuê trọ đến nay. |         |                      |

## Đón nhận
Dưới đây là rating truyền hình của bộ phim tại Thái Lan. Màu xanh dương biểu thị rating thấp nhất và màu đỏ biểu thị rating cao nhất.
| Tập | Khung giờ (UTC+07:00) | Tỷ lệ rating trung bình | Ref.   |
| --- | --------------------- | ----------------------- | ------ |
| 1   | 21:30, thứ Sáu        | 0.3%                    | [ 11 ] |
| 2   | 21:30, thứ Sáu        | 0.300%                  | [ 12 ] |
| 3   | 21:30, thứ Sáu        | 0.2%                    | [ 13 ] |
| 4   | 21:30, thứ Sáu        | 0.269%                  | [ 14 ] |
| 5   | 21:30, thứ Sáu        | 0.122%                  | [ 15 ] |
| 6   | 21:30, thứ Sáu        | 0.236%                  | [ 16 ] |
| 7   | 21:30, thứ Sáu        | 0.213%                  | [ 17 ] |
| 8   | 21:30, thứ Sáu        | 0.181%                  | [ 18 ] |

## Phát sóng tại nước ngoài
- Philippines – Bộ phim được phát hành vào ngày 18 tháng 9 năm 2020 trên iWantTFC (thuộc sở hữu và phát hành bởi ABS-CBN Corporation), đồng thời với Thái Lan với cả bản lồng tiếng Philippines và bản gốc.[19]
- Nhật Bản – Vào ngày 28 tháng 9 năm 2020, Công ty TNHH Klockworx thông báo rằng họ đã mua được bản quyền của ba bộ phim truyền hình từ GMMTV, bao gồm cả bộ phim này, và dự kiến sẽ được phát sóng tại Nhật Bản với phụ đề tiếng Nhật vào đầu năm 2021.[20][21]